# Emmanuel Korir
Emmanuel Korir   (Comtat d'Elgeyo-Marakwet, Kenya, 15 de juny de 1995) és un atleta kenyà, especialitzat en la prova de mitja distància dels 800m. Ha participat en 1 Olimpíada, guanyant la medalla d'or en la prova de 800m dels Jocs Olímpics de Tòquio 2020. A més, ha guanyat 1 medalla d'or al Campionat del Món d'Eugene 2022 i 2 medalles (1 d'or) en el Campionat d'Àfrica.
Korir va fer les seves primers passes en el món de l'Atletisme a l'Escola Superior Sant Francis Kimuron, centre conegut per haver creat altres atletes kenyans de nivell mundial, com el plusmarquista mundial de 800 metres, David Rudisha. Un cop graduat, marxaria a la Universitat de Texas de El Paso, als Estats Units per fer un grau en Cinesiologia. Tot i que en aquells moments preferia córrer els 400m, va ser el seu nou entrenador, Paul Ereng qui el va convèncer per córrer principalment la prova dels 800m.
El 2017, es va donar a conèixer a nivell mundial quan va trencar el rècord del món de 600m en pista coberta. El mes d'agost d'aquell mateix any, Korir participaria en el Campionat del Món de Londres 2017, quedant-se a poques centèsimes d'aconseguir arribar a la final. Pocs dies després, signaria un contracte amb l'empresa Nike i es faria professional de l'atletisme.
El 2018 va guanyar per primera vegada la Diamond League en la final de la prova dels 800m, amb la millor marca en la disciplina des del 2012 i la 6a millor marca de tots els temps i també va participar en el Campionat d'Àfrica guanyant la medalla d'or en el 4x400m relleus i la medalla de plata en la prova de 800m, només superat pel botswanès Nijel Amos. El 2019 va participar en el Campionat del Món de Doha, aconseguint la 6a posició en la prova dels 400m, tot i que no va aconseguir la classificació per la final dels 800m.
El 2021 aconsegueix el seu major èxit professional, guanyant la medalla d'or en la prova dels 800m als Jocs Olímpics de Tòquio amb un temps de 1:45.06 Un mes després, també aconseguia guanyar el diamant de la Diamond League per 2a vegada.
El 2022 va continuar el seu domini absolut de la prova de 800m, tot i passar per problemes físics i psicològics. El 24 de juliol de 2022 guanyava la seva primera medalla d'or en un Campionat del Món, amb un temps de 1:43.71. A més, tornava a guanyar el trofeu de la Diamond League per segon any consecutiu.
En el Campionat del Món de Budapest 2023, sorprenentment Korir no va poder passar de la 1a ronda amb un temps d'1:46.78. Després de la cursa, va declarar que arrossegava una lesió muscular des de feia mesos i que acabava la temporada per centrar-se en la preparació dels Jocs Olímpics de París 2024.
No va reaparèixer fins al maig del 2024, a la prova de la Diamond League celebrada a Rabat. Un mes més tard no aconseguia la classificació directa per la prova olímpica, mitjançant els trials de Kènya i finalment no va aconseguir la classificació per rànquing pels Jocs Olímpics de París.

## Marques personals
| Disciplina     | Marca   | Vent | Seu     | Data           |
| -------------- | ------- | ---- | ------- | -------------- |
| 400m llisos    | 44.21   | -    | Nairobi | 23 juny 2018   |
| 800m llisos    | 1:42.05 | -    | Londres | 22 juliol 2018 |
| 4x400m relleus | 3:03.15 | -    | Austin  | 27 maig 2017   |

## Trajectòria professional
| Jocs Olímpics      | Jocs Olímpics | Jocs Olímpics | Jocs Olímpics  |
| Any                | Seu           | Posició       | Prova          |
| ------------------ | ------------- | ------------- | -------------- |
| 2020               | Tòquio        | DQ            | 400m           |
| 2020               | Tòquio        | 1             | 800m           |
| Campionat del Món  |               |               |                |
| 2017               | Londres       | 8a posició    | 800m           |
| 2019               | Doha          | 6a posició    | 400m           |
| 2019               | Doha          | 10a posició   | 800m           |
| 2022               | Eugene        | 1             | 800m           |
| 2023               | Budapest      | 29a posició   | 800m           |
| Campionat d'Àfrica |               |               |                |
| 2018               | Asaba         | 2             | 800m           |
| 2018               | Asaba         | 1             | 4x400m relleus |